# Utha Likumahuwa
Utha Likumahuwa, właśc. Doa Putra Ebal Johan Likumahuwa (ur. 1 sierpnia 1955 w Ambon, zm. 13 września 2011 w Dżakarcie) – indonezyjski piosenkarz.
Miejscowe wydanie magazynu „Rolling Stone” umieściło jego utwór „Esok Kan Masih Ada” na pozycji 58. w zestawieniu 150 indonezyjskich utworów wszech czasów. Wypromował także przebój „Sesaat Kau Hadir”.
Rozpoznawalność przyniósł mu album Nada & Apresiasi (1982). Jego album Aku Pasti Datang (1985) był dużym sukcesem komercyjnym i znalazł się w rankingu 150 najlepszych albumów indonezyjskich ogłoszonym w 2007 roku na łamach indonezyjskiego wydania magazynu „Rolling Stone”.
Jego bratem był muzyk jazzowy Benny Likumahuwa.

## Dyskografia
Albumy studyjne
- 1982: Nada & Apresiasi
- 1982: Dengarlah Suara Kami
- 1983: Bersatu Dalam Damai
- 1985: Aku Pasti Datang
- 1986: Aku Tetap Cinta
- 1987: Dansa Suka-Suka
- 1988: Puncak Asmara
- 1990: Untuk Apa Lagi
- 1991: Masih Ada Waktu
- 1992: Classic
- 1996: Tak Sanggup Lagi